# 官扎营街道
官扎营街道，是中华人民共和国山東省济南市天桥区下辖的一个乡镇级行政单位。

## 行政区划
官扎营街道下辖以下地区：
官扎营中街社区居委、官扎营后街社区居委、制革街社区和交通厅街社区。